# Гирлова арматура

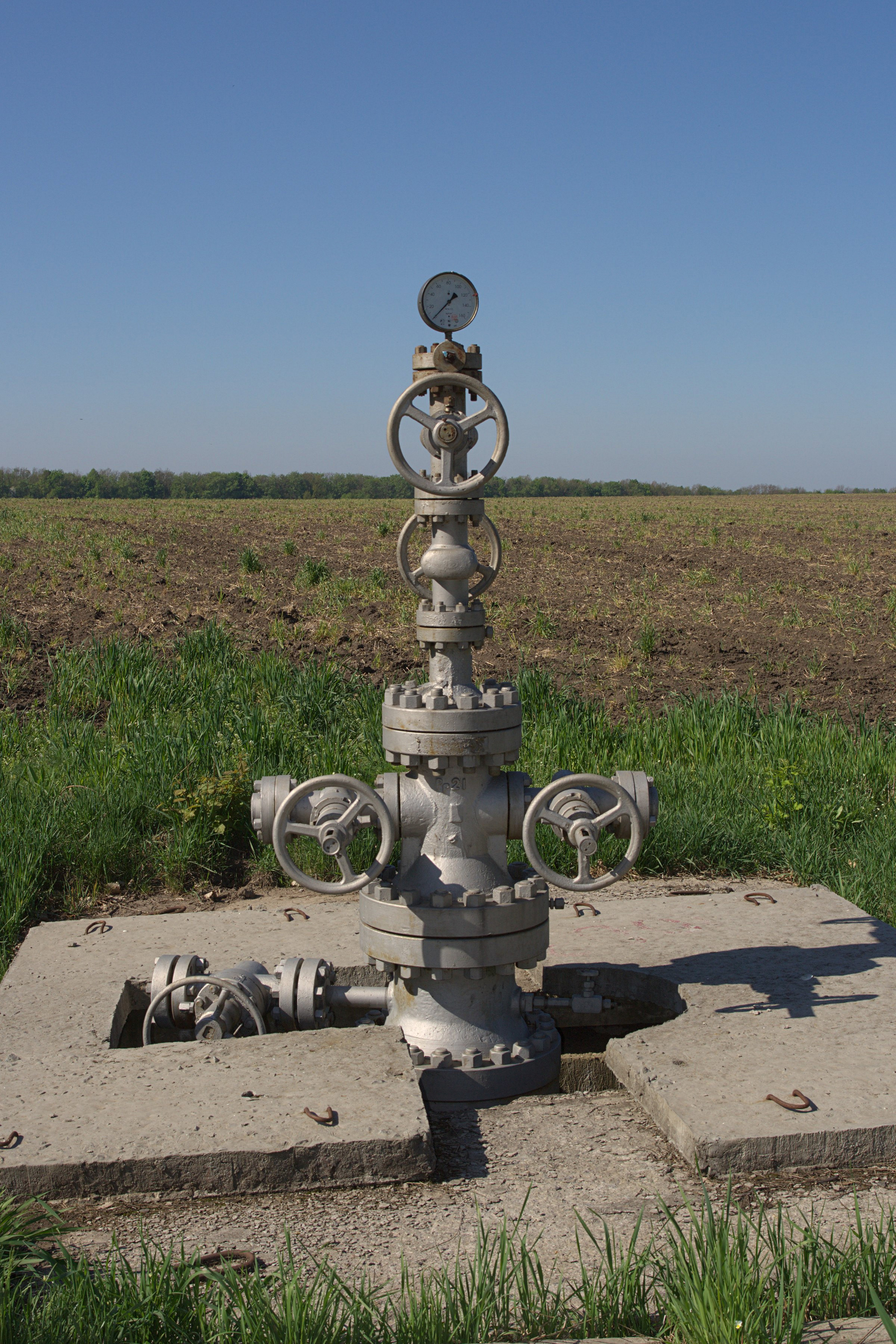
Гирлова арматура. (Солохівське родовище)

Гирлова арматура, устьова арматура (рос. устьевая арматура, англ. intake valves, borehole collar fittings,  well mouth equipment; нім. Sondenkopfausrüstung f, Bohrlochkopfarmatur f) — комплекс пристроїв для герметизації гирла бурових свердловин, підвіски ліфтових труб, розподілу і регулювання потоків продукції свердловини або аґентів, які закачуються у неї. Складається з трубної головки, колонної головки, запірної і регулюючої арматури (засувки, крани, штуцери, вентилі, превентори). Для фонтанних, газліфтних, газових і газонагнітальних свердловин використовується фонтанна арматура.